# František Mareš (Archivar)

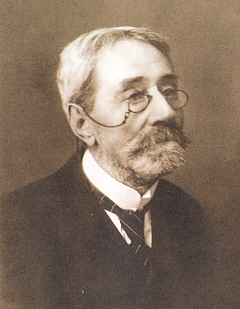
František Mareš

František Mareš (* 28. Dezember 1850 in Bavorov, Königreich Böhmen; † 12. Februar 1939 in Třeboň, Tschechoslowakei) war ein böhmischer Archivar, Historiker und Autor. Er stand von 1873 bis 1924 im Dienste der Fürsten zu Schwarzenberg und leitete ab 1888 das fürstliche Archiv in Třeboň (deutsch Wittingau).

## Leben und Wirken
Mareš wurde als Sohn des fürstlich Schwarzenbergischen Schaffers Thomas Mareš und dessen Frau Rozina in Bavorov geboren. Nach dem Besuch der tschechischen Schule in Netolice und der deutschen Schule in Budweis setzte Mareš seine schulische Bildung am Budweiser Piaristengymnasium fort. Nach seiner Matura nahm er 1871 am Institut für Österreichische Geschichtsforschung der Universität Wien ein Studium der Klassischen Philologie und Geschichte auf. Am Wiener Schwarzenbergpalais erhielt Mareš eine Studentenstelle. Zu seinen Lehrern gehörten Franz von Miklosich, Ottokar Lorenz und Theodor Sickel. Seinen Wehrdienst leistete er beim 28. Infanterieregiment ab. Am fürstlich Schwarzenbergischen Archiv in Wittingau begann er 1873 ein Praktikum. 1874 kehrte Mareš nach Wien zurück und setzte sein Studium fort; zugleich erhielt er eine Anstellung als Archivadjunkt im fürstlich Schwarzenbergischen Zentralarchiv. In dieser Zeit erschienen erste Veröffentlichungen von Mareš in Fachzeitschriften. Im Jahre 1887 wurde er zusammen mit Ferdinand Tadra durch den Böhmischen Landtag als Landesstipendiat in das Vatikanische Apostolische Archiv zur Quellenforschung zur böhmischen Geschichte delegiert. Nach seiner Rückkehr aus Rom wurde Mareš 1888 zum Direktor des fürstlich Schwarzenbergischen Archivs in Wittingau ernannt; dieses Amt übte er bis zu seiner Pensionierung im Jahre 1924 aus.
Auf Anregung von Václav Vladivoj Tomek und Josef Emler wurde Mareš 1883 zum korrespondierenden Mitglied der Königlichen böhmischen Gesellschaft der Wissenschaften ernannt. Die Tschechische Akademie der Wissenschaften und Künste berief ihn 1891 zum korrespondierenden Mitglied und zum ordentlichen Mitglied ihrer Archäologischen Kommission. Im Jahre 1924 wurde er erster Vorsitzender der tschechoslowakischen Gesellschaft der Archivschulen (Společnost archivní školy). 1925 wurde Mareš mit dem Ehrendoktorat der Karls-Universität geehrt.
Im Königinhofer Handschriftenstreit bezweifelte Mareš – im Gegensatz zu seinem Namensvetter – die Echtheit der Königinhofer und Grünberger Handschriften.
Zusammen mit dem Architekten Jan Sedláček verfasste Mareš mehrere – zumeist in deutscher und tschechischer Sprache – herausgegebene Bände der Topographie der Historischen und Kunst-Denkmale im Königreiche Böhmen (Soupis památek historických a uměleckých v království Českém), wobei der die Stadt Krumau betreffende Teil nach Sedláčeks Tod und dem Zusammenbruch der Monarchie unvollendet blieb und erst 2018 erschien.

## Publikationen (Auswahl)
- Popravčí kniha pánův z Rožmberka, 1878
- Beiträge zur Geschichte der Beziehungen des Fürsten Johann Ulrich von Eggenberg zu K. Ferdinand II. und zu Waldstein, 1892
- České sklo: příspěvky k dějinám jeho až do konce XVIII. století, 1893
- Kronika budějovická, 1921
- Německý básník Theobald Hock v službách Rožmberských: studie historicko-literární, 1904

zusammen mit Jan Sedláček:
- Topographie der Historischen und Kunst-Denkmale im Königreiche Böhmen / Soupis památek historických a uměleckých v království Českém
  - X. Politischer Bezirk Wittingau / Politický okres Třeboň, 1900 (deutsche und tschechische Ausgabe, depositum.cz).
  - XXXVIII. Politischer Bezirk Prachatitz / Politický okres Prachatice, 1913 (deutsche und tschechische Ausgabe, depositum.cz).
  - XLI. Politischer Bezirk Krumau / Politický okres Krumlov, I. Teil – Bezirk / Okolí Krumlova, Prag 1918 (nur tschechische Ausgabe erschienen, PDF-Datei).
  - Bezirk Böhmisch Krumau / Okres Český Krumlov, II. Teil – Město Český Krumlov / Stadt Böhmisch Krumau. Ústav dějin umění AV ČR, Prag 2018, ISBN 978-80-86890-06-7 (zweisprachige Ausgabe).